# Wakaleo pitikantensis
Wakaleo pitikantensis  — австралійський м'ясоїдний ссавець родини Thylacoleonidae (Сумчастолевові). Вид відомий тільки по погано збереженому фрагменту верхньої щелепи і кількох кісток скелета знайдених на північному сході Південної Австралії (Ngapakaldi Local Fauna).